# 叉梗报春
叉梗报春（学名：Primula divaricata）为报春花科报春花属下的一个种。

## 扩展阅读
維基物種上的相關：叉梗报春